# Quasi niente
Quasi niente (Presque rien) è un film del 2000 diretto da Sébastien Lifshitz.
Gli attori scelti per interpretare i personaggi principali sono stati Jérémie Elkaïm e Stéphane Rideau, rispettivamente Mathieu e Cédric.
Il tema principale proposto dal regista è quello dell'amore omosessuale in età adolescenziale, posto sullo sfondo delle difficoltà che incontra un ragazzo gay non dichiarato, nemmeno ai propri familiari, a gestire una relazione.

## Trama
Mathieu è uno studente parigino di diciotto anni che trascorre le vacanze estive a La Baule-Escoublac - località marittima nei pressi di Nantes - con la madre, depressa a causa della tragica morte dell'ultimo figlio; Sarah, la sorella cinica e gelosa; e Annick, una familiare che si occupa dei bisogni di tutta la famiglia.
Sulla spiaggia incontra Cédric, un bel ragazzo del luogo, suo coetaneo, con il quale inizia una relazione amorosa che diverrà appassionata e intensa. Mathieu, sia per paura di influire sul precario equilibrio mentale della madre, sia per il timore di essere giudicato dalla famiglia e dalla società per il fatto di essere omosessuale, in un primo momento decide di tenere nascosto il suo legame con Cédric.
Con l'approfondirsi della relazione, però, capisce di non poter più celare alla famiglia - che nel frattempo ha intuito il particolare legame tra i due ragazzi - i sentimenti che nutre nei confronti di Cédric, e decide di condividere la propria esperienza con i familiari.
Al termine delle vacanze Mathieu, contrariamente ai desideri della madre, decide di non tornare alla sua vita di Parigi, e di trasferirsi a Nantes per convivere con Cédric. Lì dovrebbe iniziare gli studi universitari di architettura e trovare un lavoro per mantenersi.
In inverno, però, la relazione tra i due ragazzi si interrompe a causa di un tradimento di Cédric. Mathieu, sconvolto emotivamente, precipita in un profondo stato depressivo e tenta di suicidarsi. Cédric, accortosi del fatto, lo porta in ospedale, dove riusciranno a salvargli la vita.
In clinica Mathieu viene assistito da una psicologa con cui, dopo un lungo periodo di silenzio, riesce ad aprirsi. La terapeuta  comprende che lui ha bisogno di ritrovare sé stesso e consiglia a Cédric, ancora molto innamorato, di non avvicinarsi a Mathieu.
Dopo una settimana, il ragazzo abbandona l'ospedale e torna tutto solo alla sua casa sul litorale di Nantes. Lì trascorre un periodo di riflessione e trova conforto nell'accudire una gatta trovatella. Per mantenersi trova un lavoro come cameriere in un bar cittadino. Cédric, nel frattempo, tenta di raggiungerlo per ritrovare l'amore; ma Mathieu, anche per difendere il suo ritrovato stato psichico, decide di rimanere solo.